# Osturňa
Osturňa (in ungherese Osztornya, in tedesco Asthorn, in polacco Osturnia) è un comune della Slovacchia facente parte del distretto di Kežmarok, nella regione di Prešov.